# Уникальность
Уникальность — это состояние, при котором некто или нечто не похожи ни на кого либо ни на что другое в сравнительном контексте. При использовании в отношении человека, термин уникальность применяется чаще всего в отношении его личности или некоторых его специфических характеристик, давая понять, что он, в отличие от других людей, обладает некими неповторимыми особенностями, не встречающимся в пределах горизонта сравнения. Если термин уникальность используется по отношению к объекту, то чаще всего он употребим по отношению к товарному продукту, для того чтобы в целях рекламы и маркетинга выделить этот товарный продукт из ряда других продуктов или субститутов.
Понятие американской исключительности основывается на мнении об уникальности Запада, особенно благодаря его подчеркиваемому секуляризму.